# Upper Mahanoy Township
Die Upper Mahanoy Township ist eine Township im Northumberland County, Pennsylvania, Vereinigte Staaten. Das U.S. Census Bureau hat bei der Volkszählung 2020 eine Einwohnerzahl von 648 ermittelt.

## Geographie

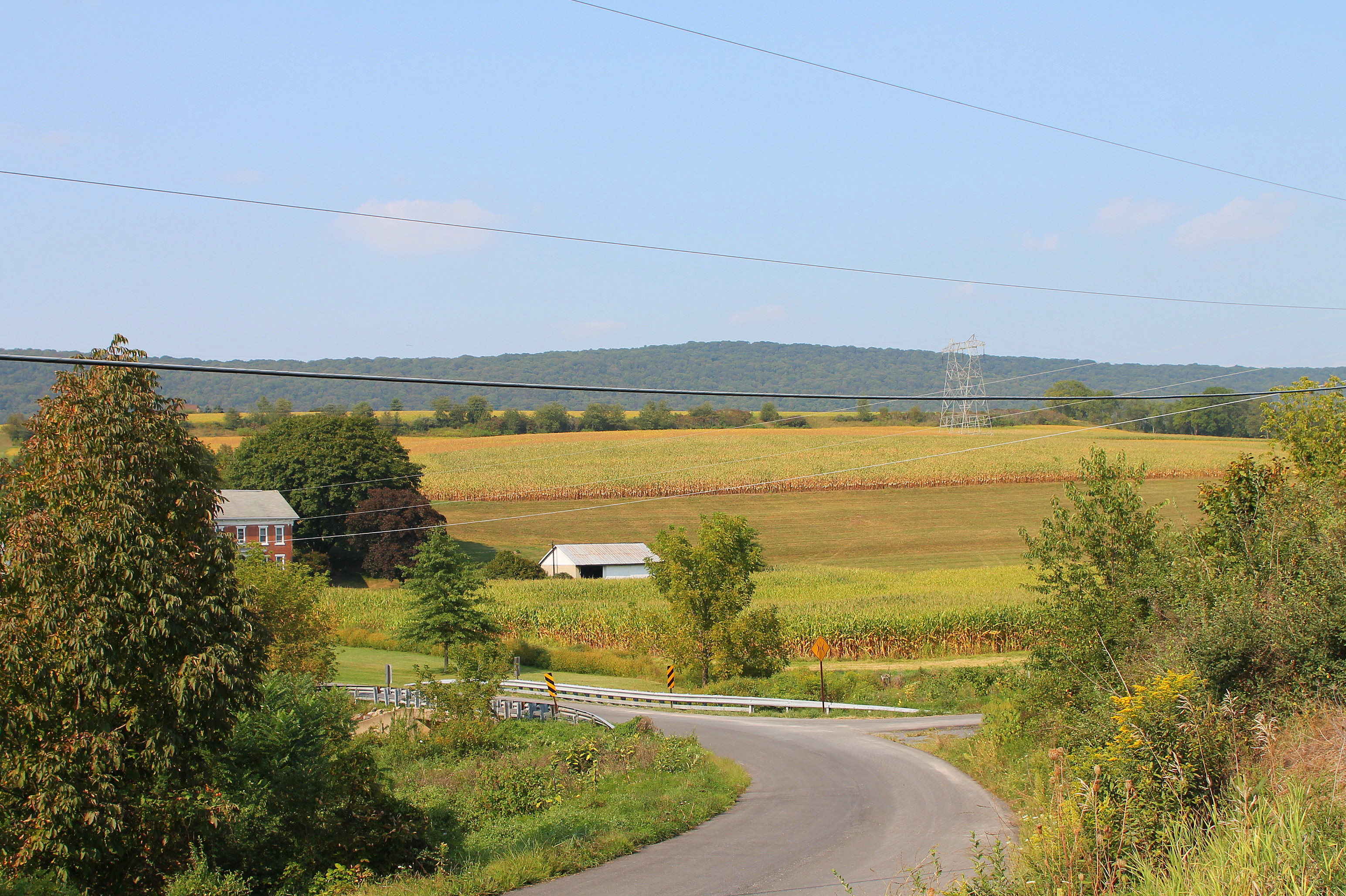
Landschaft in der Upper Mahanoy Township

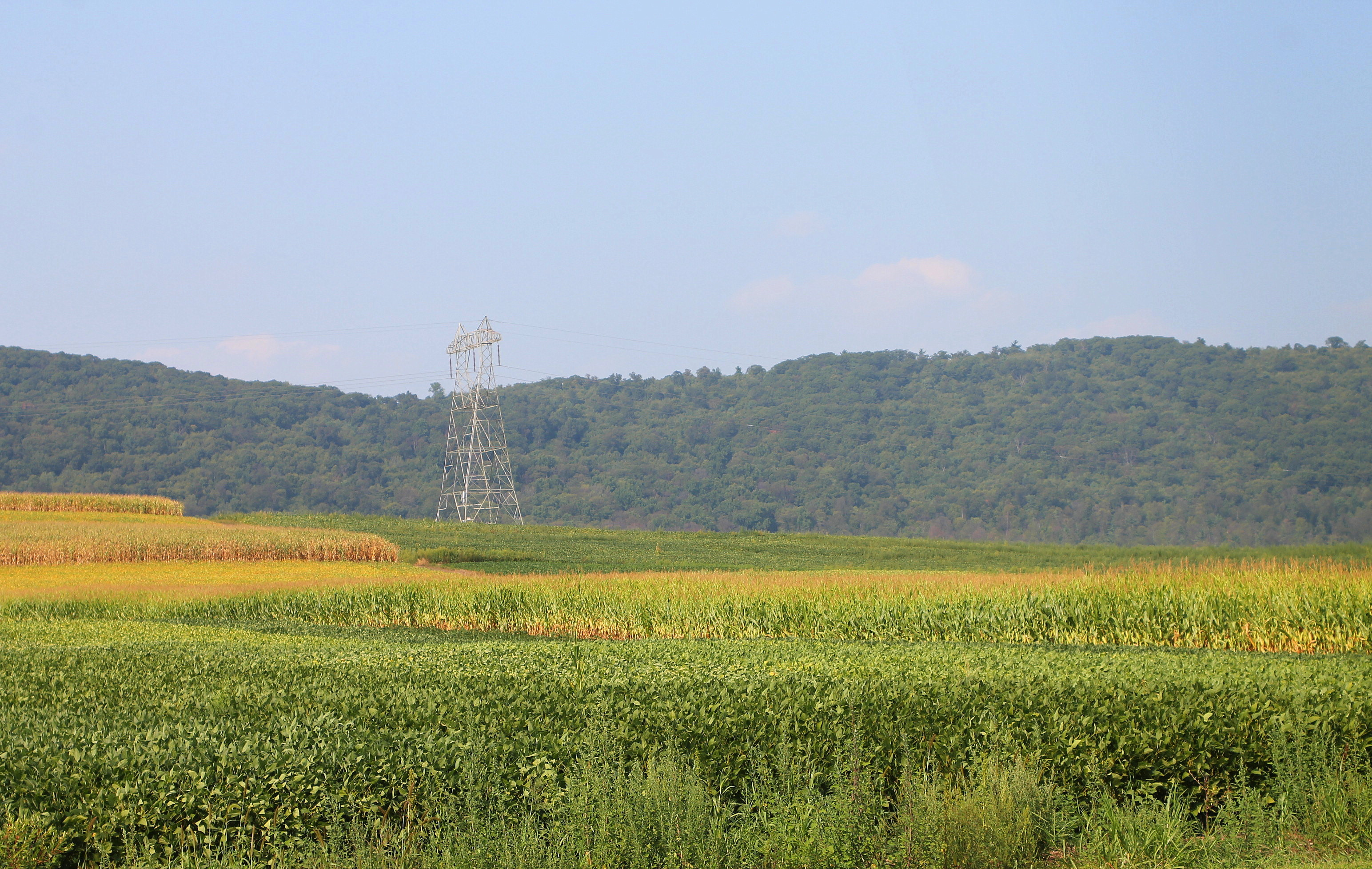
Landschaft in der Upper Mahanoy Township

Nach den Angaben des United States Census Bureau hat die Township eine Gesamtfläche von 60,5  km², alles davon ist Land. Sie hat einen keilförmigen Umriss und liegt an der südlichen Countygrenze des Northumberland Countys. Ihre natürliche Grenze im Norden bildet im Norden der Line Mountain. Nach Süden hin gibt es keine ausgeprägte natürliche Grenze, doch geht hier das Einzugsgebiet des Schwaben Creek, der den Nordteil der Townshwässert nach und nach in das Einzugsgebiet des Little Mahantago Creek über, im äußersten Südwesten wird die Township durch dessen Nebenfluss Snow Creek entwässert.
Administrativ grenzt die Upper Mahanoy Township im Norden an die West und die East Cameron Township und im Süden grenzt das Schuylkill County mit der Eldred Township und westlich davon der Mahantago Township. Auch im Westen grenzt die Upper Mahanoy Township an zwei benachbarte Townships, wobei die Jordan Township südlich des Ostendes des Hooflander Mountain und die Washington Township nördlich davon angrenzen.

## Demographie
Zum Zeitpunkt des United States Census 2000 bewohnten Upper Mahanoy Township 599 Personen. Die Bevölkerungsdichte betrug 9,9 Personen pro km². Es gab 247 Wohneinheiten, durchschnittlich 4,1 pro km². Die Bevölkerung Upper Mahanoy Townships bestand zu 99,67 % aus Weißen, 0,17 % Schwarzen oder African American, 0 % Native American, 0 % Asian, 0 % Pacific Islander, 0 % gaben an, anderen Ethnien anzugehören und 0,17 % nannten zwei oder mehr Ethnien. 0,67 % der Bevölkerung erklärten, Hispanos oder Latinos jeglicher Ethnien zu sein.
Die Bewohner Upper Mahanoy Townships verteilten sich auf 171 Haushalte, von denen in 34,1 % Kinder unter 18 Jahren lebten. 67,7 % der Haushalte stellten Verheiratete, 5,8 % hatten einen weiblichen Haushaltsvorstand ohne Ehemann und 23,3 % bildeten keine Familien. 18,8 % der Haushalte bestanden aus Einzelpersonen und in 11,2 % aller Haushalte lebte jemand im Alter von 65 Jahren oder mehr alleine. Die durchschnittliche Haushaltsgröße betrug 2,69 und die durchschnittliche Familiengröße 3,06 Personen.
Die Bevölkerung verteilte sich auf 26,4 % Minderjährige, 6,0 % 18–24-Jährige, 26,2 % 25–44-Jährige, 24,4 % 45–64-Jährige und 17,0 % im Alter von 65 Jahren oder mehr. Der Median des Alters betrug 40 Jahre. Auf jeweils 100 Frauen entfielen 107,3 Männer. Bei den über 18-Jährigen entfielen auf 100 Frauen 104,2 Männer.
Das mittlere Haushaltseinkommen in Upper Mahanoy Township betrug 34.250 US-Dollar und das mittlere Familieneinkommen erreichte die Höhe von 38.500 US-Dollar. Das Durchschnittseinkommen der Männer betrug 30.500 US-Dollar, gegenüber 22.188 US-Dollar bei den Frauen. Das Pro-Kopf-Einkommen belief sich auf 13.387 US-Dollar. 9,3 % der Bevölkerung und 5,2 % der Familien hatten ein Einkommen unterhalb der Armutsgrenze, davon waren 15,2 % der Minderjährigen und 3,8 % der Altersgruppe 65 Jahre und mehr betroffen.